# App Store (iOS)
De Apple App Store is een app store voor applicaties die ontwikkeld zijn voor het mobiele besturingssysteem iOS van Apple. De dienst staat gebruikers toe om applicaties te downloaden die ontwikkeld zijn met de iOS SDK. De applicaties kunnen direct op een iOS-apparaat worden geïnstalleerd of via een computer met iTunes.
Applicaties in de App Store zijn in het algemeen gericht op iOS-apparaten, zoals de iPhone, iPod, iPad, Apple TV (4 en nieuwer), Apple Watch (series 1 en nieuwer) en maken gebruik van speciale specificaties van de apparaten. Applicaties zijn gratis of voor een vast bedrag te verkrijgen. Apple houdt 30 procent van de winst voor haar rekening; de rest gaat naar de ontwikkelaar.
De Verordening digitale diensten beschouwt de App Store als een zeer groot onlineplatform, en legt bijhorende verplichtingen op.

## Geschiedenis
Op 10 juli 2008 kwam de App Store beschikbaar via een update van iTunes. Op 11 juli 2008 kwam de iPhone 3G beschikbaar. Deze draaide op iOS 2.0.1, een update van iOS die ondersteuning voor de App Store toevoegde. Deze update kwam ook beschikbaar voor de iPhone en iPod touch via iTunes.
Op 20 oktober 2010 werd de Mac App Store aangekondigd, die op 6 januari 2011 actief werd. De werking is gelijk, alleen de applicaties zijn ontworpen voor OS X. De Mac App Store is alleen beschikbaar voor Mac OS X 10.6 of hoger.
Sinds februari 2011 kunnen ontwikkelaars abonnementen aanbieden aan gebruikers. Gebruikers betalen een vast bedrag per week/maand/jaar en ontvangen dan elke keer nieuwe inhoud. Sinds 1 februari 2013 kunnen ontwikkelaars van applicaties gebruikmaken van het domein appstore.com om naar hun applicaties te linken.

## Aantal applicaties
Op 10 juli 2008 waren er volgens toenmalig ceo Steve Jobs 500 applicaties beschikbaar in de App Store, 25 procent daarvan was gratis. In het eerste weekend dat de App Store beschikbaar kwam, werden er 10 miljoen applicaties gedownload.
| Datum             | Aantal applicaties | Aantal downloads | Gemiddeld aantal downloads per applicatie |
| ----------------- | ------------------ | ---------------- | ----------------------------------------- |
| 11 juli 2008      | 500                | 0                | 0                                         |
| 14 juli 2008      | 800                | 10.000.000       | 12.500                                    |
| 9 september 2008  | 3.000              | 100.000.000      | 18.334                                    |
| 22 oktober 2008   | 7.500              | 200.000.000      | 26.667                                    |
| 16 januari 2009   | 15.000             | 500.000.000      | 33.334                                    |
| 17 maart 2009     | 25.000             | 800.000.000      | 32.000                                    |
| 23 april 2009     | 35.000             | 1.000.000.000    | 28.571                                    |
| 8 juni 2009       | 50.000             | 1.000.000.000+   | ~20.000                                   |
| 11 juli 2009      | 55.000             | 1.000.000.000+   | ~18.182                                   |
| 14 juli 2009      | 65.000             | 1.500.000.000    | 23.077                                    |
| 9 september 2009  | 75.000             | 1.800.000.000    | 24.000                                    |
| 28 september 2009 | 85.000             | 2.000.000.000    | 23.529                                    |
| 4 november 2009   | 100.000            | 2.000.000.000+   | ~20.000                                   |
| 5 januari 2010    | 120.000            | 3.000.000.000+   | ~25.000                                   |
| 20 maart 2010     | 150.000+           | 3.000.000.000+   | ~20.000                                   |
| 8 april 2010      | 185.000+           | 4.000.000.000+   | ~21.622                                   |
| 29 april          | 200.000+           | 4.500.000.000+   | ~22.500                                   |
| 7 juni 2010       | 225.000+           | 5.000.000.000+   | ~22.222                                   |
| 1 september 2010  | 250.000+           | 6.500.000.000+   | ~26.000                                   |
| 20 oktober 2010   | 300.000+           | 7.000.000.000    | ~23.334                                   |
| 22 januari 2011   | 350.000+           | 10.000.000.000+  | ~28.571                                   |
| 6 juni 2011       | 425.000+           | 14.000.000.000+  | ~32.941                                   |
| 7 juli 2011       | 425.000+           | 15.000.000.000+  | ~35.294                                   |
| 4 oktober 2011    | 500.000+           | 18.000.000.000+  | ~36.000                                   |
| 28 februari 2012  | 500.000+           | 24.000.000.000+  | ~40.000                                   |
| 3 maart 2012      | 500.000+           | 25.000.000.000+  | ~50.000                                   |
| 5 maart 2012      | 550.000+           | 25.000.000.000+  | ~45.455                                   |
| 7 maart 2012      | 585.000+           | 25.000.000.000+  | ~42.735                                   |
| 11 juni 2012      | 650.000+           | 30.000.000.000+  | ~46.154                                   |
| 12 september 2012 | 700.000+           | 35.000.000.000+  | ~50.000                                   |
| 7 januari 2013    | 775.000+           | 40.000.000.000+  | ~51.613                                   |
| 28 januari 2013   | 800.000+           | 40.000.000.000+  | 50.000                                    |
| 23 april 2013     | 825.000+           | 45.000.000.000+  | 50.000                                    |
| 15 mei 2013       | 850.000+           | 50.000.000.000+  | 50.000                                    |
| 10 juni 2013      | 900.000+           | 50.000.000.000+  | 50.000                                    |